# Arta cicladică

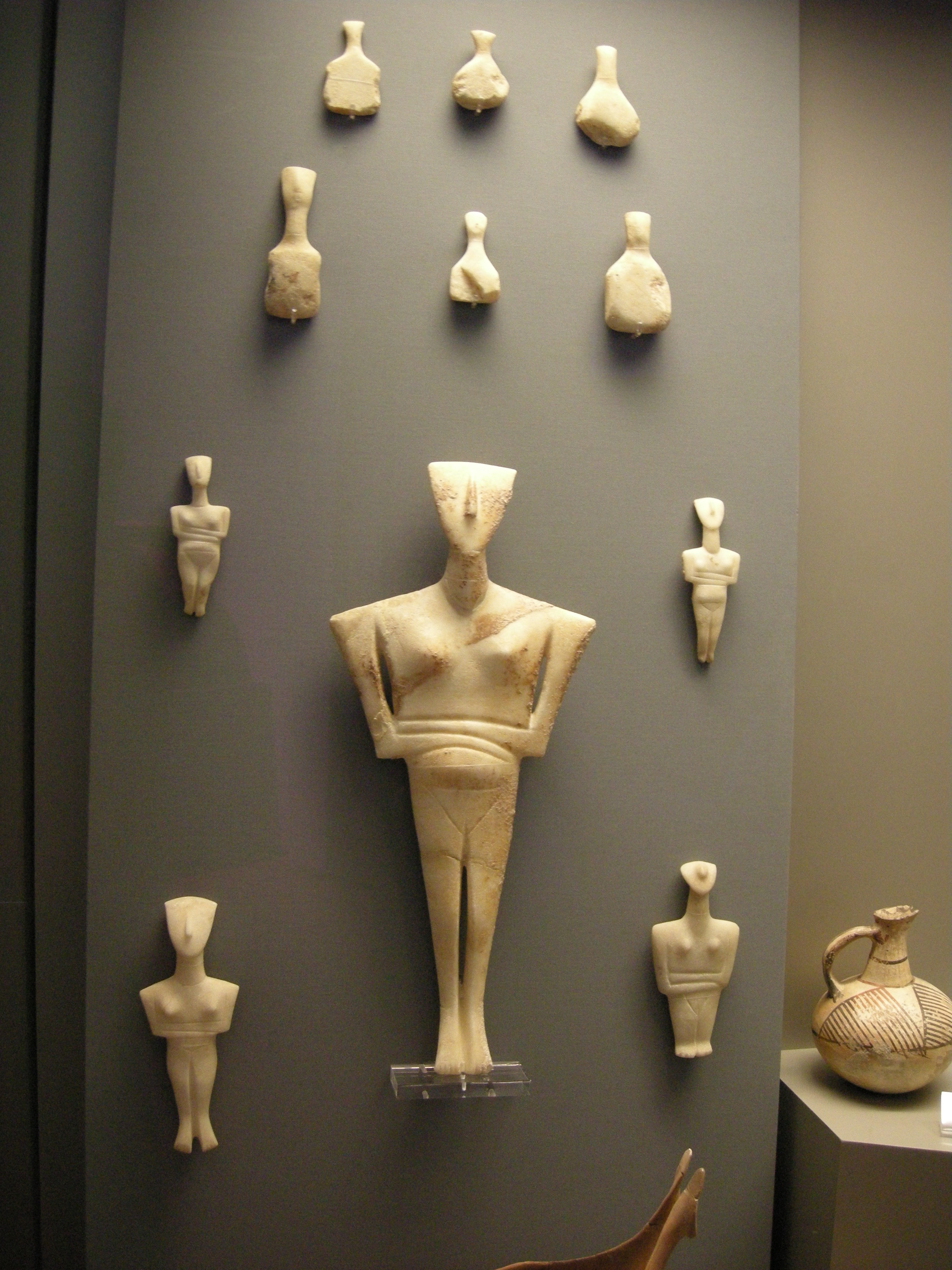
Sculpturi cicladice din Muzeul Național de Arheologie din Atena.

Civilizația cicladică a apărut pe insulele din Marea Egee din 3300 î.Hr. până în 1100 î.Hr. Împreună cu civilizația minoică și civilizația miceniană, poporul cicladic este considerat printre cele trei mari culturi ale Mării Egee. Prin urmare, arta cicladică cuprinde una dintre cele trei ramuri principale ale artei de la Marea Egee.
La sfârșitul neoliticului, în arhipelagul cicladelor de jurul insulei Delos înflorește o civilizație strălucită care marchează începuturile artei grecești. Locuitorii acestor insule trăiau în sta sau mici târguri aproape de mare. Activitățile lor agricole principale sunt: cultivarea cerealelor, a viței-de-vie și a măslinului. Printre ei se aflau și artiști care au extins o mare măiestrie în cioplirea mermurii și care au sculptat „idoli”. Majoritatea au fost descoperiți în morminte, mai ales la Paros, Naxos, Amorgos și Syros. Totuși nu se știe prea bine ce ar trebui să reprezinte. Acești idoli, capete sau statuete, cu înălțimi de la 10 centimetri până la 1,5 metri, ne fascinează prin formele lor stilizate, fiind o formă de artă abstractă. Accentuând anumite volume sau reducând o figură la starea de epură, artiștii cicladici eliminau toate elementele secundare ca sa scoată la iveală esențialul.

## Arta neolitică
Aproape toate informațiile cunoscute despre arta neolitică cicladică provin de la situl de excavare al Saliagos din Antiparos. Ceramica din această perioadă este similară celei din Creta și a restul Grecia. Sinclair Hood scrie: „O formă distinctivă este un castron pe un picior înalt comparabil cu un tip care apare în continentul neolitic târziu.”

## Sculpturile cicladice
Cea mai cunoscută formă de artă a acestei perioade e reprezentată de figurile de marmură numite de obicei „idoli” sau „figurine”, deși niciun nume nu este prea clar. Primul termen sugerează o funcție religioasă care nu este în niciun caz agreată de experți, iar cel din urmă nu se aplică în mod corespunzător celor mai mari figuri, care sunt aproape de dimensiunile oamenilor.
Totuși majoritatea acestor figuri, sunt reprezentări foarte stilizate ale formei umane feminine, de obicei având o calitate stilizată și geometrică ce le conferă o asemănare izbitoare cu arta modernă de astăzi. Cu toate acestea, se poate să fie o concepție greșită modernă, deoarece există dovezi că figurile au fost inițial vopsite luminos. Majoritatea figurinelor sunt feminine, sub formă de nuduri și cu brațele pliate peste stomac, de obicei cu brațul drept ținut sub cel stâng. Majoritatea scriitorilor ce au privit aceste artefacte dintr-o perspectivă antropologică sau psihologică au presupus că sunt reprezentative pentru o Mare Zeiță a naturii, într-o tradiție continuă cu cea a figurilor feminine neolitice, cum ar fi Venus din Willendorf.

## Galerie

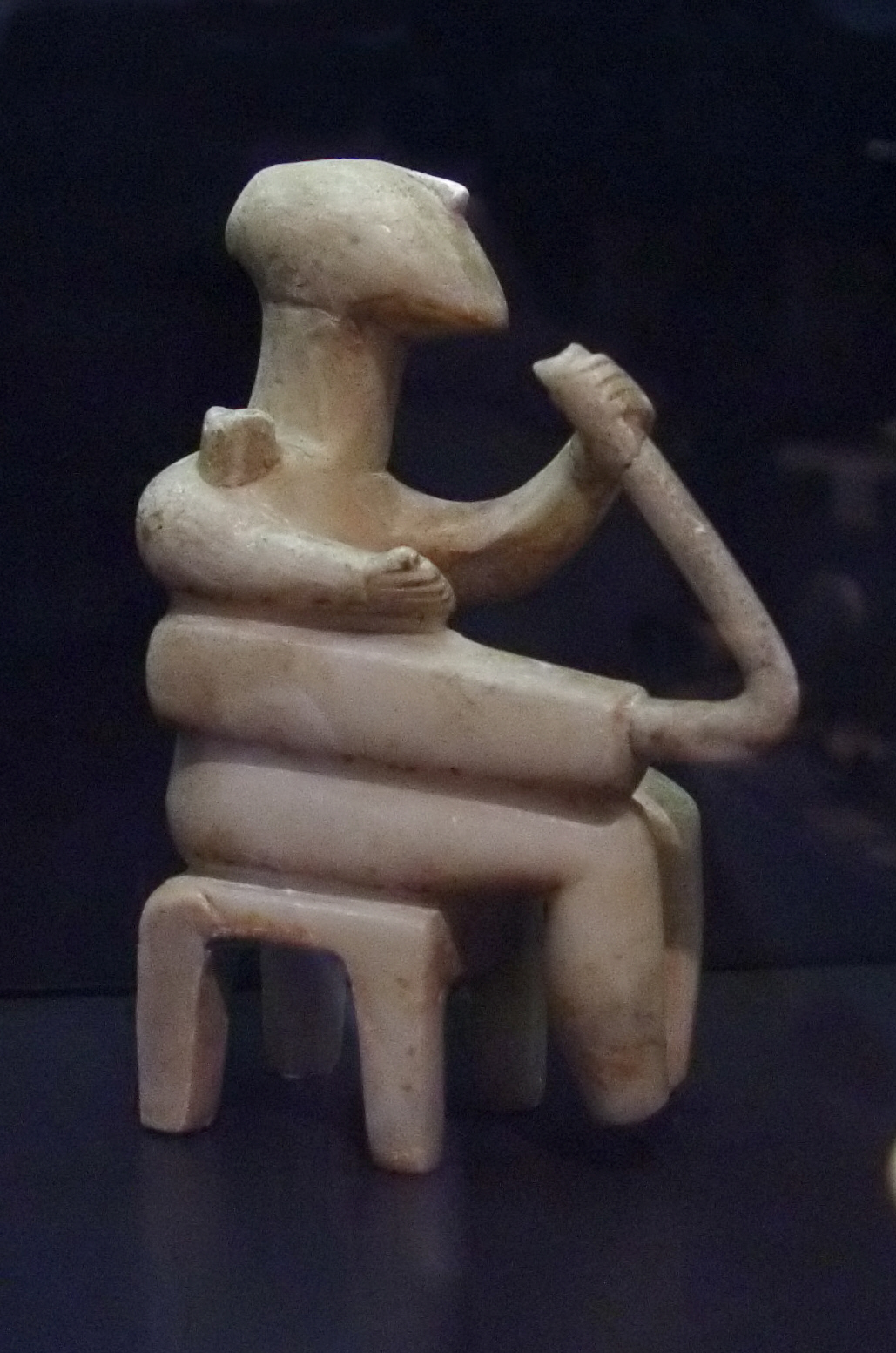
Cântăreț la harpă, sculptat în marmură, expusa în Badisches Landesmuseum din Karlsruhe, Germania
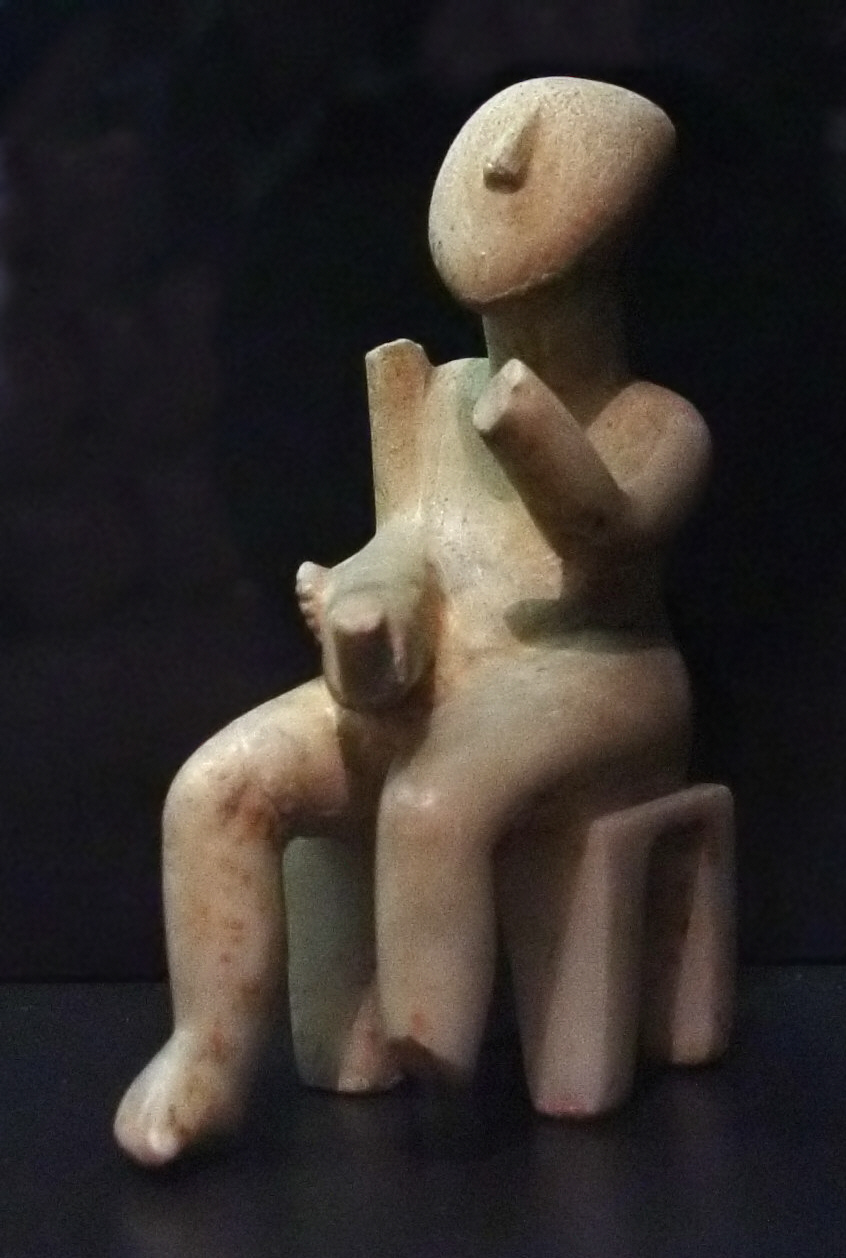
Aceiași figurină doar că surprinsă dintr-un alt unghi
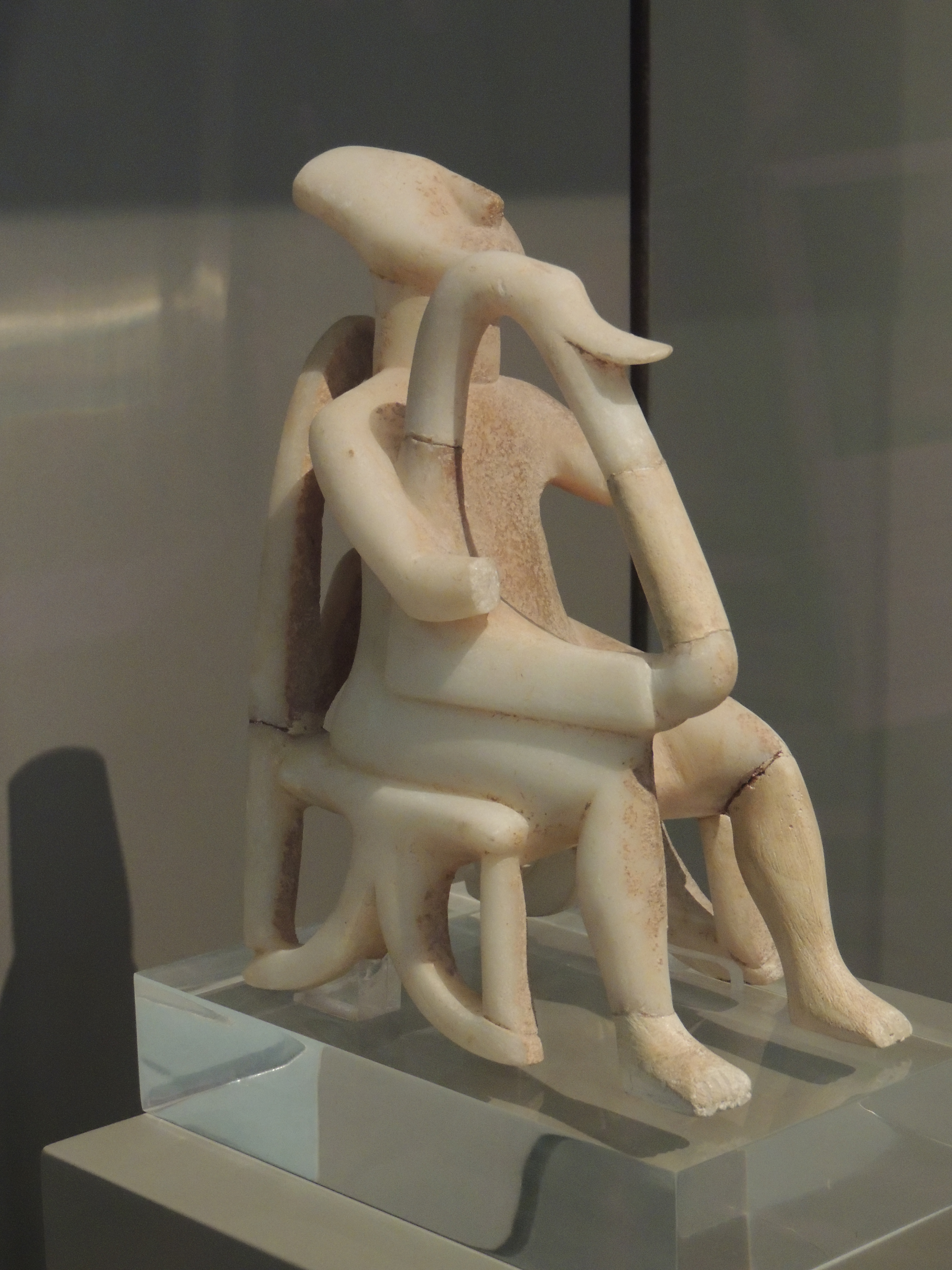
Cântăreț la harpă; sculptură de marmură expusă la Muzeul Național de Arheologie din Atena
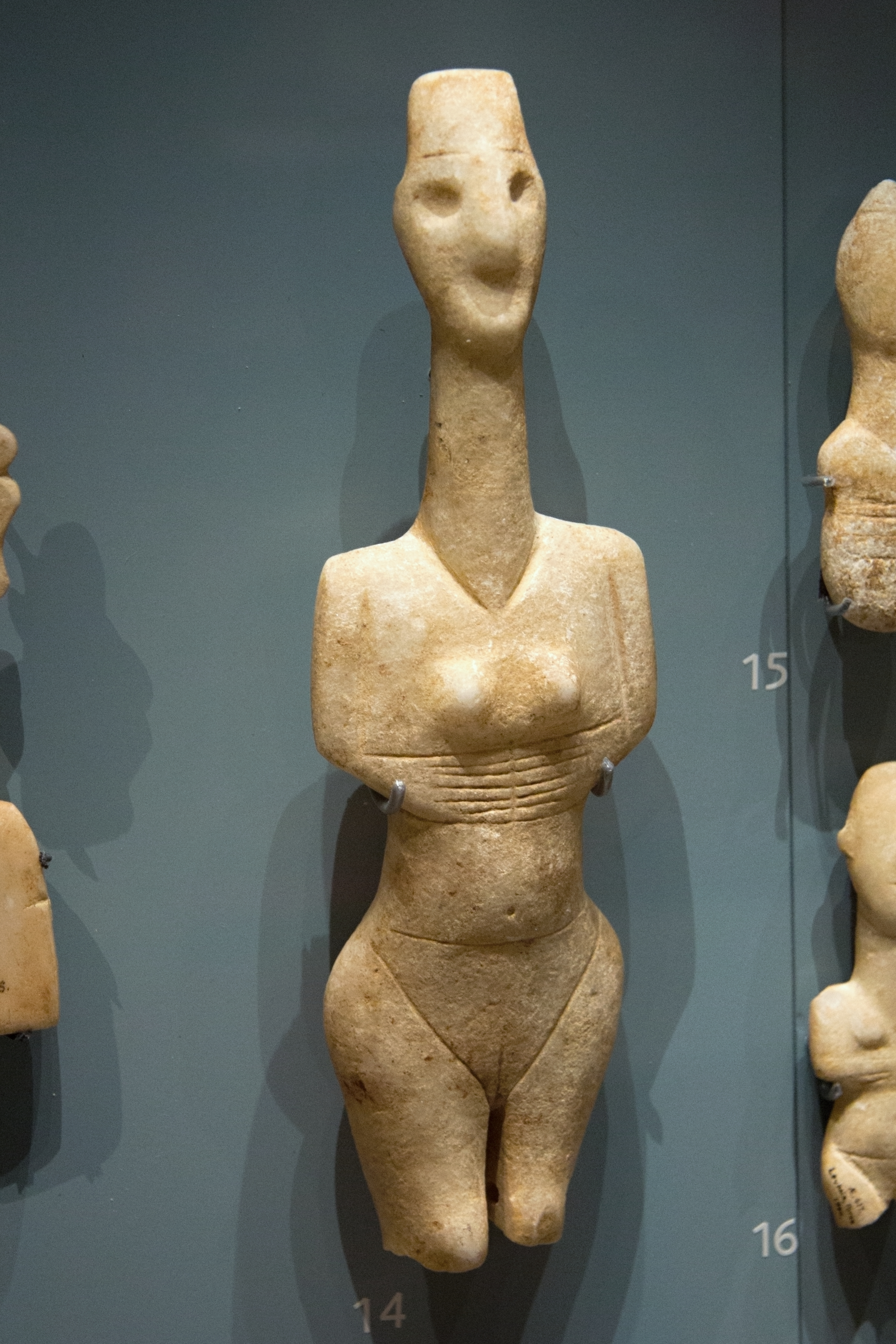
Figurină feminină din Naxos, de tipul Plastiras, din aproximativ  3200 î.e.n. - 2800 î.e.n.. ea se află în Muzeul Ashmolean din Oxford, în Anglia
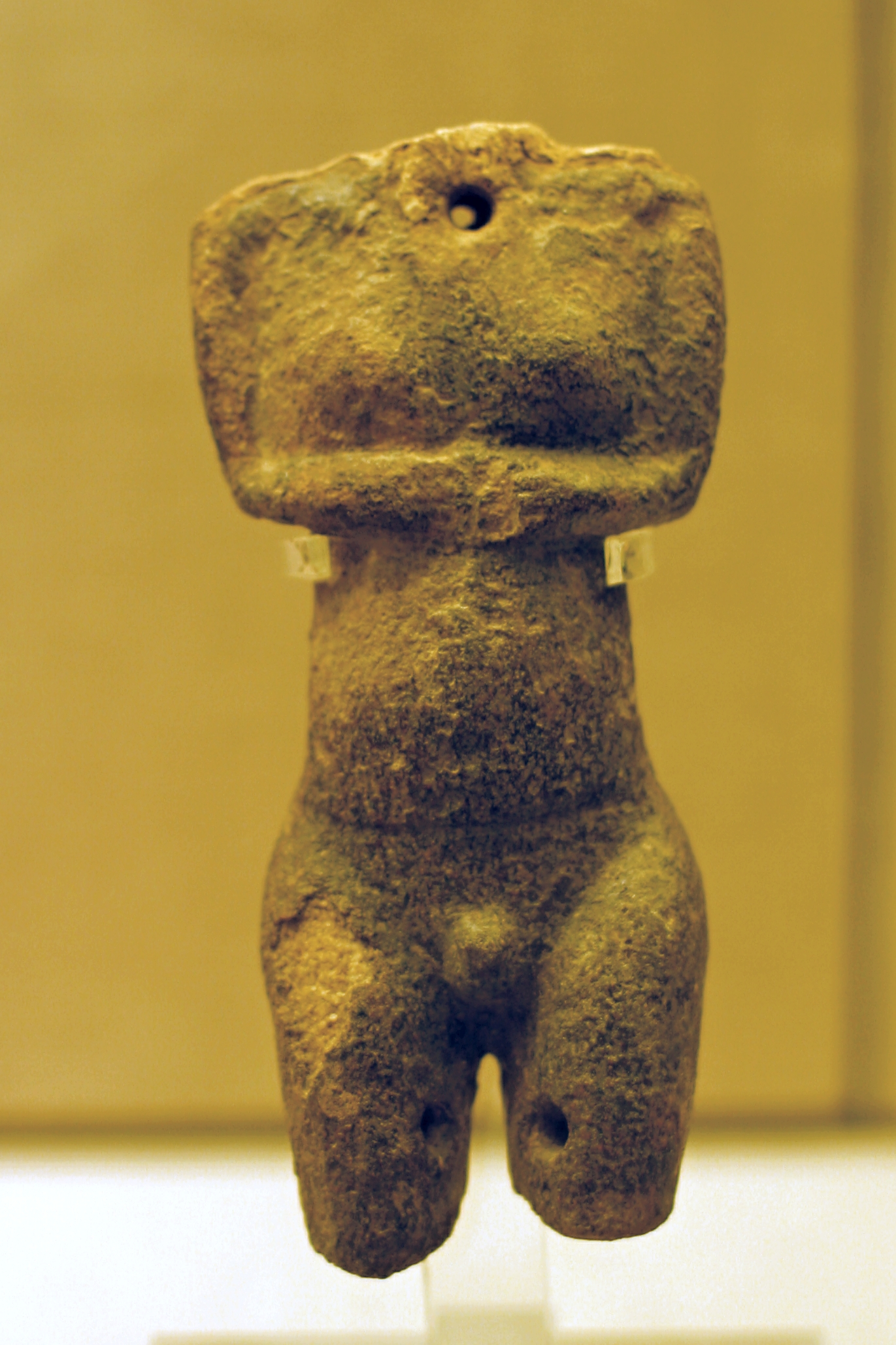
Trunchi de femeie de tipul plastiras, cu o gaură în gât, din aproximativ 2800 î.e.n. - 2700 î.e.n.
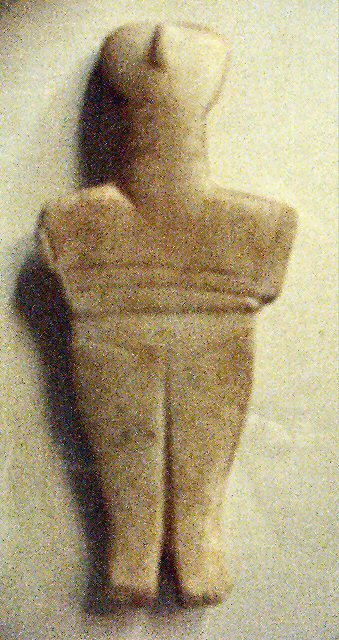
Un idol cicladic din Muzeul Arheologic din Heraklion, în Creta
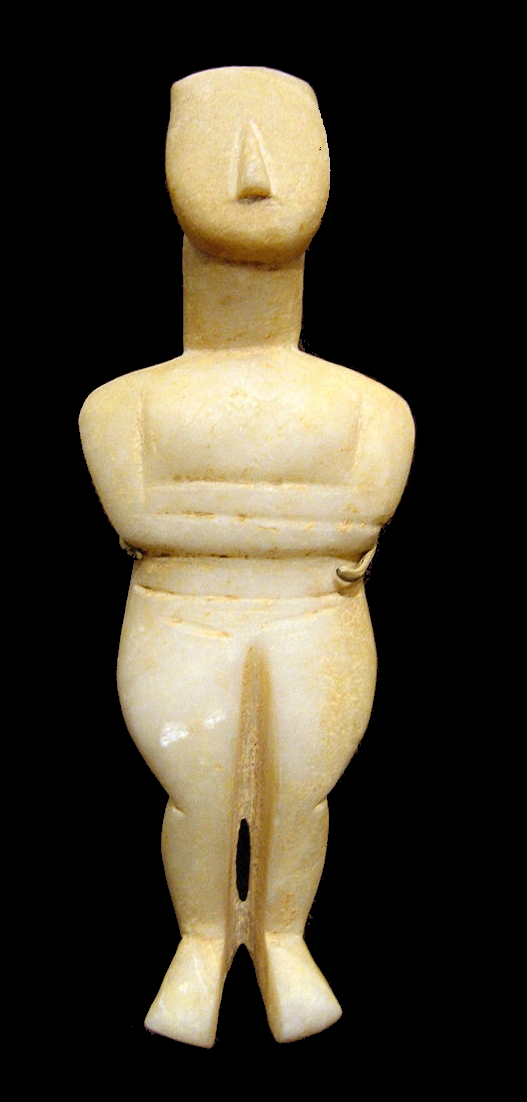
Statuie de sex feminin, din Muzeul Goulandris de artă cicladică
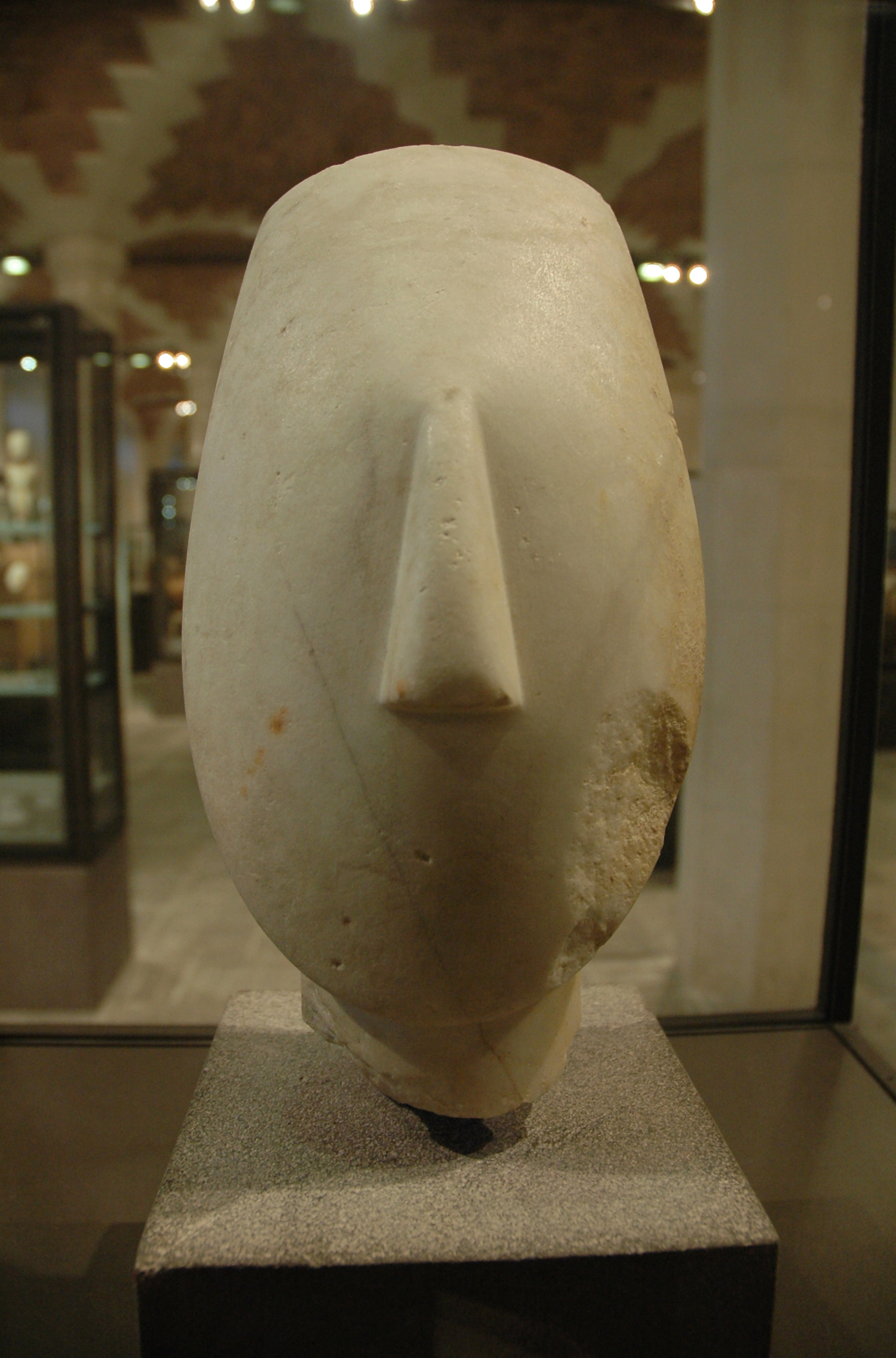
Chipul unei figuri feminine de tipul Spedos, el aparținând culturii Keros-Syros. Capul datează din aproximativ 2700 î.e.n. — 2300 î.e.n. și poate să fie văzut în muzeul Luvru din Paris, în Franța
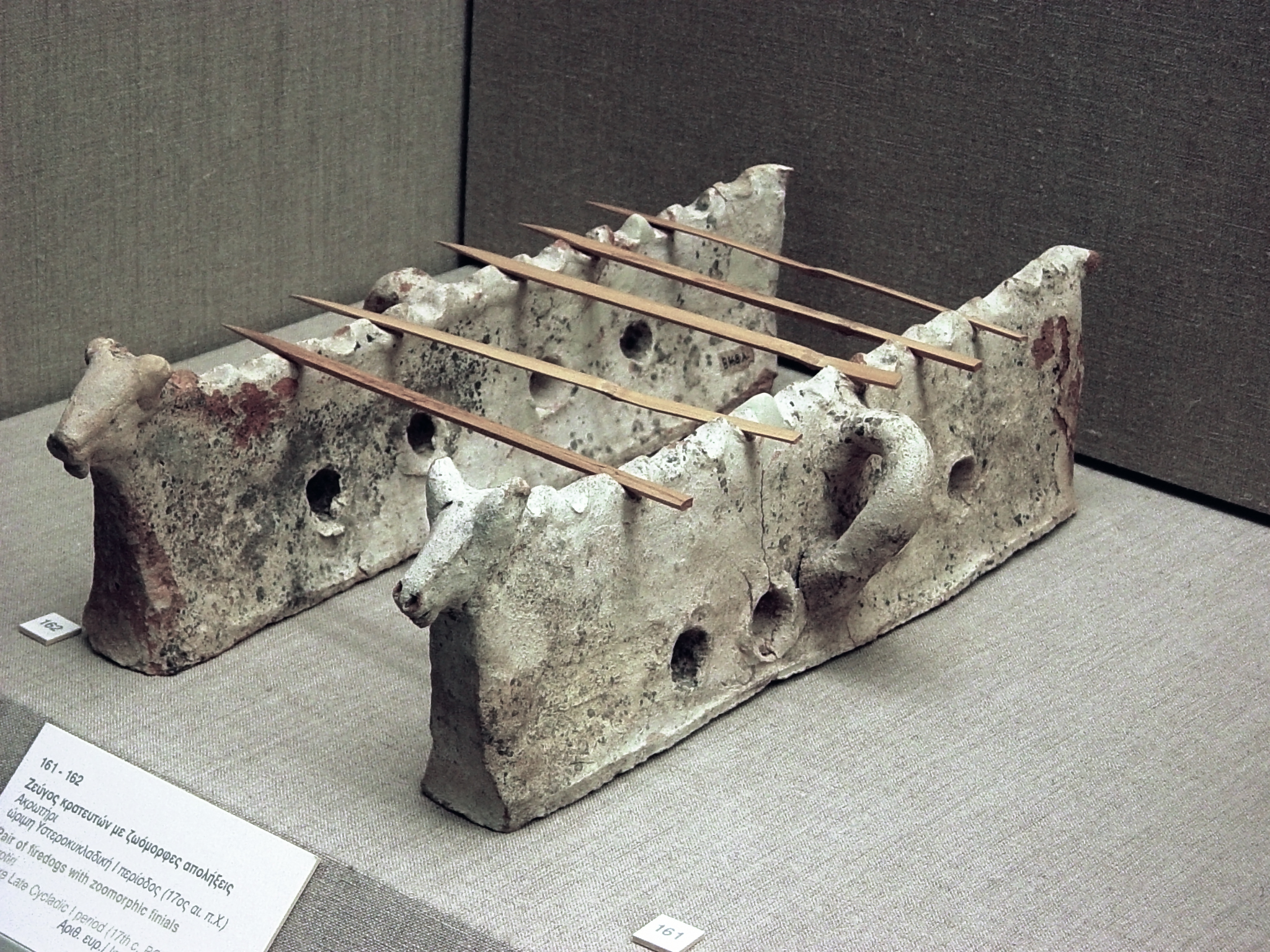
Câini de teracotă din Akrotiri, un exemplu notabil de artă cicladică târzie (artefactul face parte din colecția Muzeului de Cultură Cicladică din Santorini)
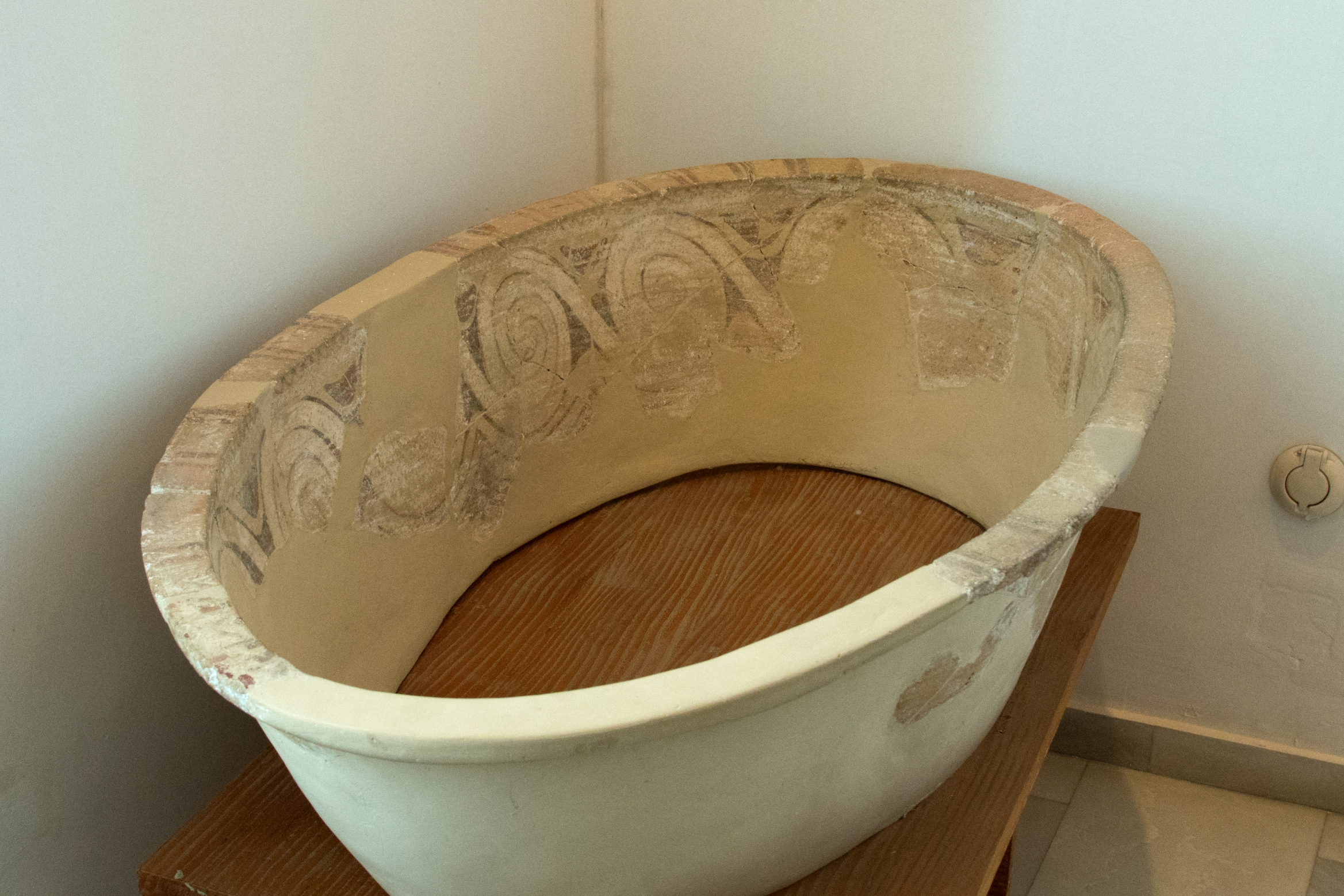
Cadru de cadă care aparține perioadei târzii a civilizației cicladice (artefactul face parte din colecția Muzeului Arheologic din Milos)